# محطة كاتالينا
محطة كاتالينا ( CS ) أو محطة مرصد ستيوارد كاتالينا (بالإنجليزية: Catalina Station ) هي منشأة فلكية تقع على جبل بيغيلو في جبال سانتا كاتالينا على بعد حوالي 29 كيلومتر (18 ميل) شمال شرق توكسون، أريزونا، يتم استخدام الموقع في غابة كورونادو الوطنية بإذن خاص من دائرة الغابات بالولايات المتحدة من قبل مرصد ستيوارد بجامعة أريزونا.

## التلسكوبات
- 1.54 متر (61 بوصة) تم بناء تلسكوب كويبر، المعروف سابقًا باسم تلسكوب ناسا، في عام 1965.
- 0.68 متر (27 بوصة) / 0.76 متر (30 بوصة) تم تركيب مقراب شميدت في المرصد عام 1972.